# Канаш (Ядринський район)
Кана́ш (рос. Канаш, чув. Канаш) — присілок у Чувашії Російської Федерації, у складі Великосундирського сільського поселення Ядринського району.
Населення — 46 осіб (2010; 56 в 2002, 62 в 1979, 99 в 1939, 92 в 1926). У національному розрізі у присілку мешкають чуваші.

## Історія
Присілок заснований 27 червня 1929 року, до 1940-их років мав статус селища. Селяни займались сільським господарством. 1931 року створено колгосп «Канаш».